# 蝴蝶機
蝴蝶機是進行飛鳥夾胸重量訓練時所使用的一種健身器材。初級使用者多會背部緊貼座椅，以便用力；較有經驗的用者則會背部離椅，同時鍛鍊腹部肌肉。

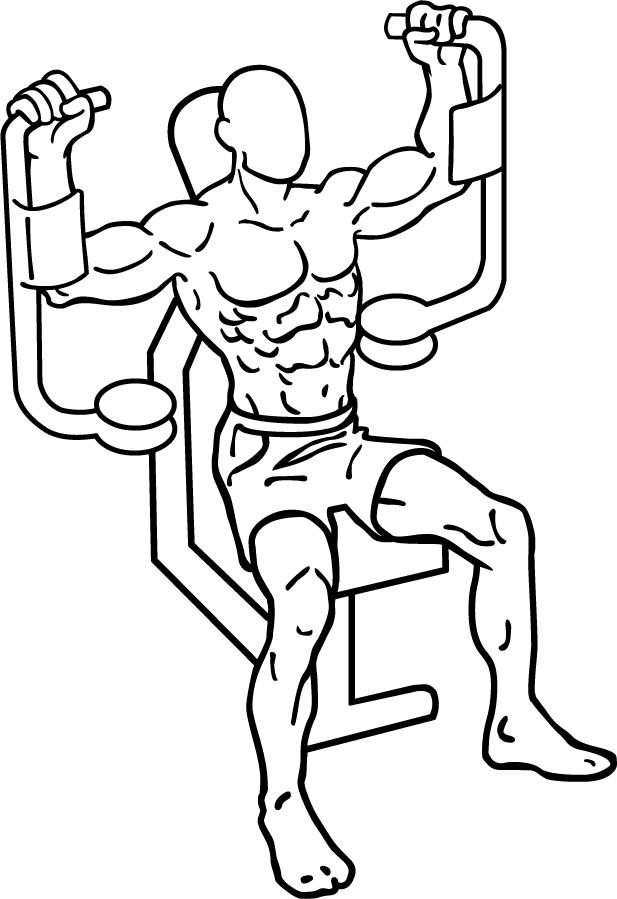
蝴蝶機飛鳥（開始）
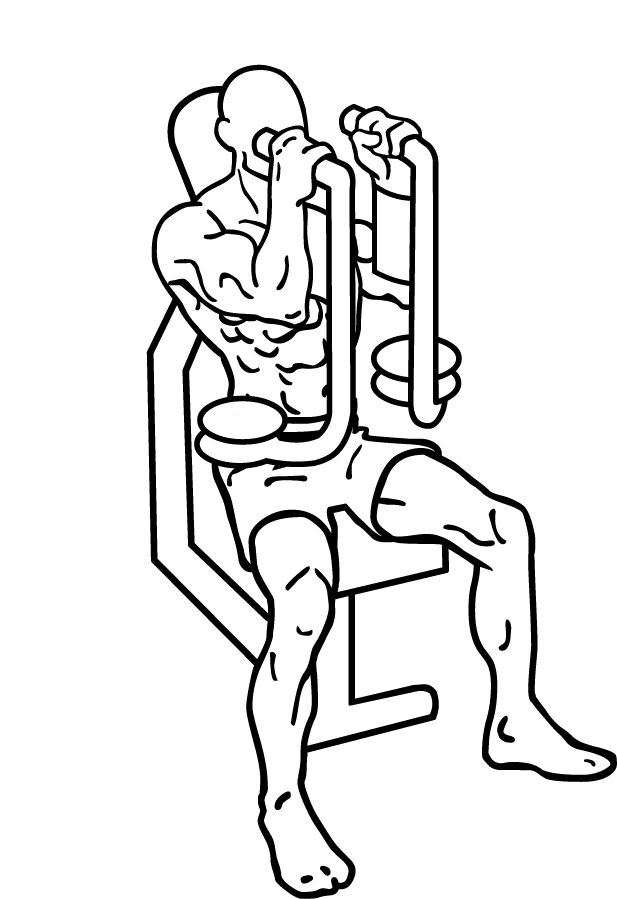
蝴蝶機飛鳥（結束）